# Wasilij Winokurow
Wasilij Wasiljewicz Winokurow (ros. Василий Васильевич Винокуров, ur. 1894 w Ochansku w guberni permskiej, zm. 1938) – funkcjonariusz radzieckich służb specjalnych.
Od 1912 członek SDPRR(b), podczas I wojny światowej służył w rosyjskiej armii, od marca 1918 był przewodniczącym powiatowego Sownarchozu. Od maja 1922 do 23 sierpnia 1923 szef permskiego gubernialnego oddziału GPU, od 1923 do sierpnia 1924 szef permskiego okręgowego oddziału GPU, od 15 sierpnia 1924 do 26 lutego 1927 szef jarosławskiego gubernialnego oddziału GPU, od 15 listopada 1927 do 28 maja 1929 szef czarnomorskiego okręgowego oddziału GPU. Od 1930 zastępca szefa i p.o. szefa Wydziału Kadr OGPU ZSRR, od 13 lutego 1932 do lutego 1933 naczelnik Centralnej Szkoły OGPU ZSRR, od lutego 1933 pracownik Ludowego Komisariatu Komunikacji Drogowej ZSRR, szef Wydziału Politycznego Kolei Północnej, od 1936 szef Kolei Północnej. 4 kwietnia 1936 odznaczony Orderem Lenina.
Aresztowany podczas wielkiej czystki, rozstrzelany.